# Soletellina nitida
Soletellina nitida es una especie de molusco gasterópodo de la familia Psammobiidae.

## Distribución geográfica
Se encuentra  en Nueva Zelanda.